# Станичне (Охтирський район)
Стани́чне — село в Україні, у Великописарівській громаді Охтирського району Сумської області. Населення становить 114 осіб. Колишній орган місцевого самоврядування — Вільненська сільська рада.
В часи, коли в Вільне було фортецею Бєлгородської лінії укріплення на території села була козацька станиця. Звідси і походить назва села.

## Географія
Село Станичне розташоване на правому березі річки Ворсклиця, вище за течією на відстані 2.5 км розташоване село Попівка, нижче за течією на відстані 2 км розташоване село Пожня, на протилежному березі — село Широкий Берег.
До села примикає лісовий масив (дуб).
Річка у цьому місці звивиста, заплава заболочена, довкіл багато заболочених озер.

## Історія
Село постраждало внаслідок геноциду українського народу, проведеного окупаційним урядом СССР 1932–1933 та 1946–1947 роках.
12 червня 2020 року, відповідно до розпорядження Кабінету Міністрів України № 723-р «Про визначення адміністративних центрів та затвердження територій територіальних громад Сумської області», село увійшло до складу Великописарівської селищної громади.
19 липня 2020 року, в результаті адміністративно-територіальної реформи та ліквідації Великописарівського району, увійшло до складу новоутвореного Охтирського району.

## Населення

### Мова
Розподіл населення за рідною мовою за даними перепису 2001 року:
| Мова       | Кількість | Відсоток |
| ---------- | --------- | -------- |
| українська | 111       | 97.37%   |
| російська  | 3         | 2.63%    |
| Усього     | 114       | 100%     |